# Diapédesis

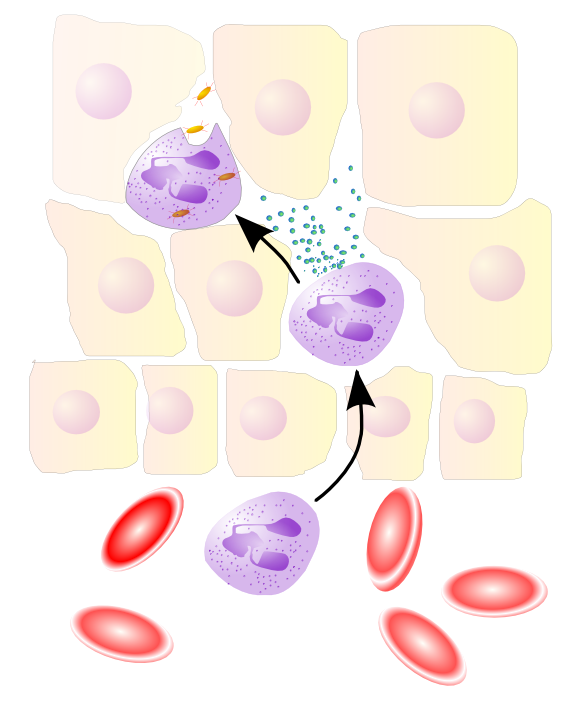
Neutrófilos abandonando un vaso sanguíneo atraídos por las enzimas proteolíticas (gotas azules) secretadas por las bacterias invasoras (en naranja), a las que acaban fagocitando.

La diapédesis (del griego diapedan, atravesar) es el paso de elementos formes de la sangre (como leucocitos) a través de los capilares sanguíneos para dirigirse al foco de inflamación o infección sin que se produzca lesión capilar.

## Aspectos bioquímicos
Todos los glóbulos blancos (leucocitos) poseen esta propiedad, ya que necesitan atravesar las paredes de los vasos sanguíneos para acceder a los tejidos y órganos. Esta migración extravascular ocurre a través de pasos sucesivos, que son: rodamiento, señalización, adhesión firme y diapédesis.

Este proceso se lleva a cabo en los capilares sanguíneos y en las vénulas, y se produce por una contracción del endotelio de los vasos).
Las sustancias que inducen la diapédesis son:
- Histamina, TNF, INF: producen la contracción de las células endoteliales;
- Selectina P, ICAM, NCAM: son moléculas del endotelio que permiten la unión a leucocitos;
- Sialil Lewis X, integrinas: son moléculas de los leucocitos que permiten la unión al endotelio.

Los leucocitos poseen colagenasa que rompe la membrana basal densa del capilar y llegan al foco inflamatorio, atraídos por moléculas llamadas quimiocinas (como C3A).